# 大正ファーマ
大正ファーマ株式会社（たいしょうファーマ、英: Taisho Pharma Co., Ltd.）は、医療用医薬品の販売を行う製薬会社で、大正製薬ホールディングス株式会社の完全子会社である。

## 事業内容
2002年8月に大正製薬と富山化学工業の共同出資によって大正富山医薬品（たいしょうとやまいやくひん）が設立され、両社が製造した医療用医薬品を医療機関に向けて販売されていた。
2008年に株式公開買付けによってビオフェルミン製薬が大正製薬グループ入りしたことに伴い、2014年1月に同社の国内での販売体制が変更され、同社製品の独占的販売権を大正製薬が持つこととなったが、医療用医薬品については、大正富山医薬品が武田薬品工業に販売権を付与することで従来からの販売体制を維持している。
2018年7月に富山化学工業との合弁関係を解消し、同社が保有していた株式を買い取ったことで、大正製薬ホールディングスの完全子会社なり、2019年3月末をもって富士フイルムホールディングス並びに富山化学工業との業務提携も解消したことに伴い、富山化学工業が製造していた医療用医薬品の販売を富士フイルム富山化学へ移管。大正製薬が製造する医療用医薬品の販売に専念したのを機に、現在の商号へ変更された。

## 沿革
- 2002年（平成14年）
  - 8月9日 - 大正製薬株式会社と富山化学工業株式会社が資本・業務提携について基本合意したことを発表[3]。
  - 10月8日 - 大正製薬株式会社と富山化学工業の共同出資により、大正富山医薬品株式会社を設立（設立当初の出資比率は大正製薬 55%・富山化学工業 45%）[4]。
- 2012年（平成24年）1月5日 - 大正製薬グループ内の組織再編（現物配当）に伴い、筆頭株主が大正製薬の親会社である大正製薬ホールディングス株式会社に変更される[5]。
- 2018年（平成30年）7月31日 - 富山化学工業が保有していた当社の株式の全部を買い取ったことに伴い、大正製薬ホールディングスの完全子会社となる[6]。
- 2019年（平成31年/令和元年）
  - 3月31日 - 富山化学工業製品の販売を終了。翌4月1日付で現在の富士フイルム富山化学株式会社へ販売が移管された[7]。
  - 4月1日 - 大正ファーマ株式会社へ商号変更[8]。